# Эшпите
Эшпите (порт. Espite)  —  район (фрегезия) в Португалии,  входит в округ Сантарен. Является составной частью муниципалитета  Оурен. По старому административному делению входил в провинцию Бейра-Литорал. Входит в экономико-статистический  субрегион Медиу-Тежу, который входит в Алентежу. Население составляет 1275 человек на 2001 год. Занимает площадь 18,96 км².
Покровителем района считается Иоанн Креститель (порт. São João Baptista). 